# María Trinidad Amorós Fillol
María Trinidad Amorós Fillol (Alacant, 5 de gener de 1971) és una política alacantina, diputada a les Corts Valencianes en la V Legislatura.
És tècnica en Educació per al Desenvolupament. Va ser triada Bellea del Foc en 1991 i de 1993 a 1995 fou presidenta del Consell d'Alumnes de la Universitat d'Alacant. El 1995 va ser expulsada del Programa 10 d'aquesta Universitat.
Militant del PSPV-PSOE, fou escollida diputada a les eleccions a les Corts Valencianes de 1999. De 1999 a 2003 fou de portaveu de Cultura, Universitat i Recerca i Consellera de Radiotelevisió Espanyola a la Comunitat Valenciana. No es presentà a la reelecció i de 2004 a 2006 treballà com a assessora de la Subdelegada del Govern a la Província d'Alacant. A les eleccions municipals espanyoles de 2007 fou escollida alcaldessa del Castell de Guadalest. No va poder revalidar el càrrec a les eleccions municipals de 2011. Actualment treballa com a oficial de gestió a l'oficina del Síndic de Greuges de la Comunitat Valenciana.